# Radio Metropolitan
Radio Metropolitan – państwowa stacja radiowa Bangladeszu nadawana w Dhace na częstotliwości 88,8 FM.